# Kabelbaan (Slagharen)
De Kabelbaan is een stoeltjeslift in attractiepark Slagharen.

## Algemene Informatie
De stoeltjeslift loopt in een rechte lijn door het park, over Main Street. Er zijn twee instapplaatsen: In het begin van het park, vlak bij Expedition Nautilus, en bij het einde van het park, vlak bij Gold Rush en tegenover het Western Village Theater. Aan deze kant bevindt zich de motor.

## Technische informatie
In het jaar 1976 is deze attractie gebouwd. Om de Kabelbaan te betreden moet men minimaal 130 cm lang zijn. Met begeleiding mag men vanaf 100 cm de attractie gebruiken. Eén stoeltje bevat twee zitplaatsen en er is een totaal van 34 stoeltjes. De maximale hoogte die je bereikt is 11,80 meter ter hoogte van de fontein.

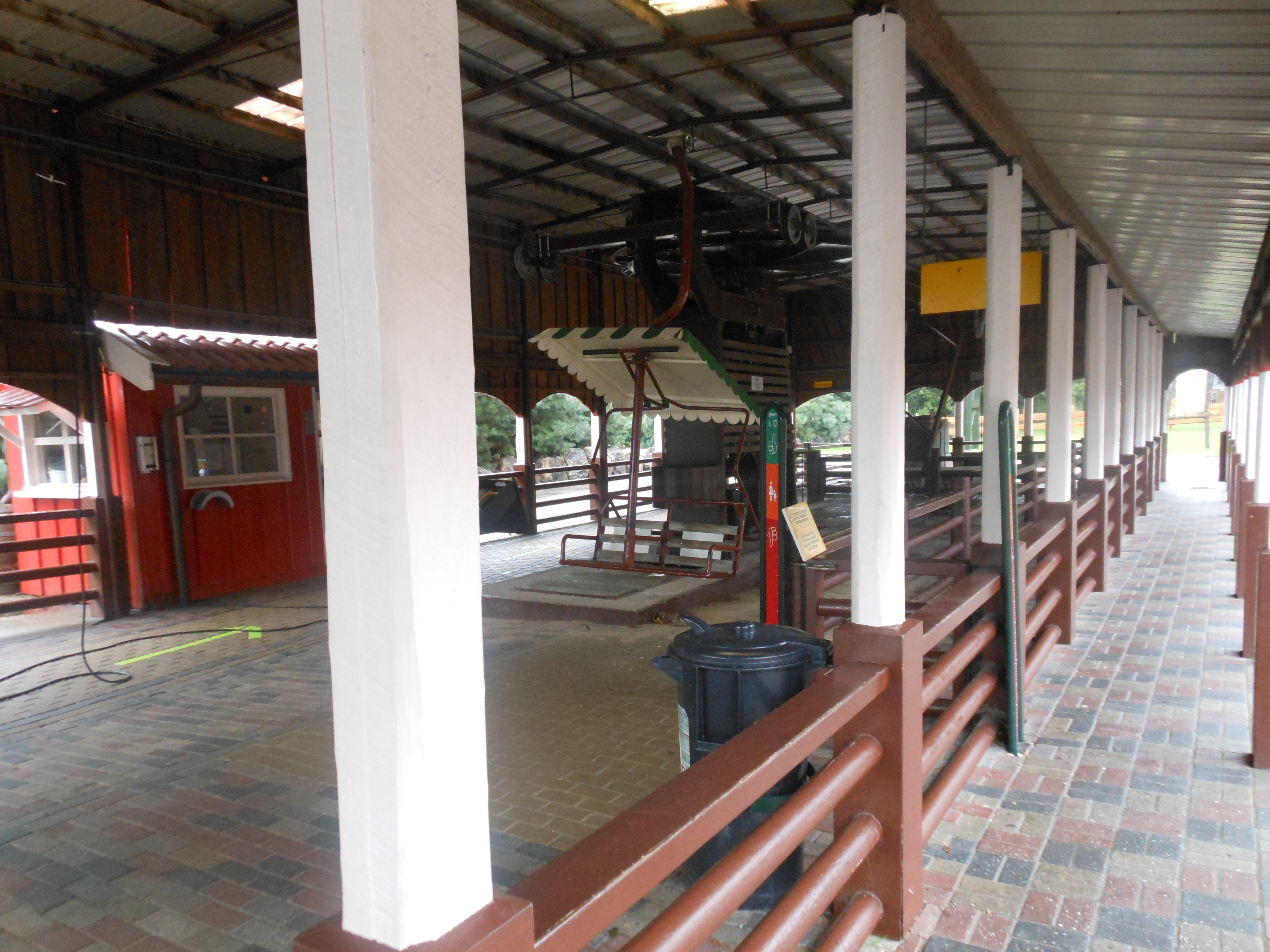
Een station van de kabelbaan

Afbeeldingen · Main Street